# Damvillers
Damvillers is een gemeente in het Franse departement Meuse (regio Grand Est) en telt 626 inwoners (2019). De plaats ligt aan de Thinte. De plaats maakt deel uit van het kanton Montmédy in het arrondissement Verdun.

## Geschiedenis

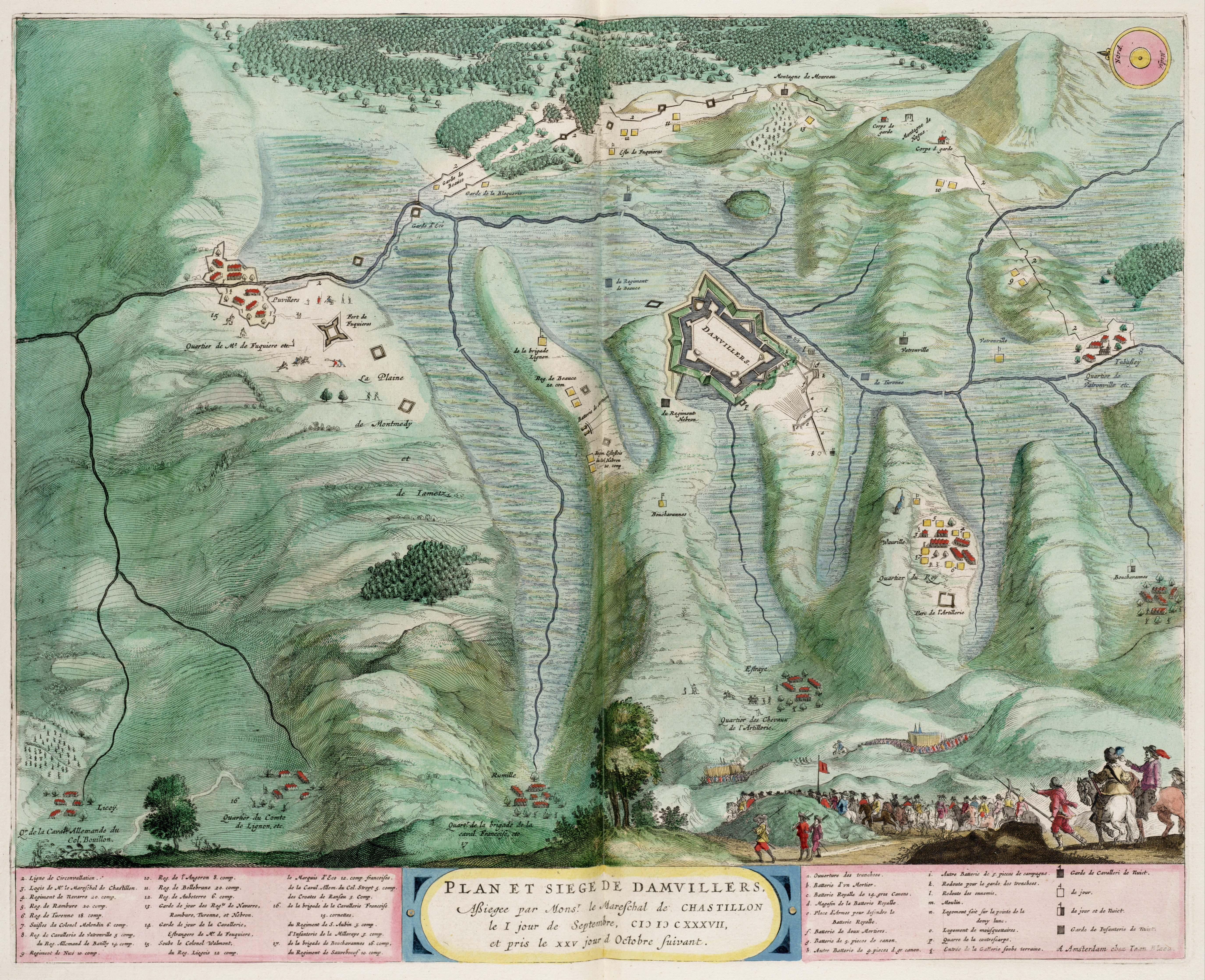
Beleg van Damvillers

Op 1 september 1637 werd Damvillers belegerd door de troepen van Lodewijk XIII van Frankrijk, om op 25 oktober ingenomen te worden.
Damvillers was de hoofdplaats van het gelijknamige kanton tot dit op 22 maart 2015 werd opgeheven.

## Geografie
De oppervlakte van Damvillers bedraagt 18,4 km², de bevolkingsdichtheid is 34 inwoners per km².
De onderstaande kaart toont de ligging van Damvillers met de belangrijkste infrastructuur en aangrenzende gemeenten.

## Demografie
Onderstaande figuur toont het verloop van het inwonertal (bron: INSEE-tellingen).

## Geboren in Damvillers
- Étienne Maurice Gérard (1773-1852), maarschalk
- Jules Bastien-Lepage (1848-1884), schilder